# Heyrovský-Medaille
Die Heyrovský-Medaille (Čestná oborová medaile J. Heyrovského za zásluhy v chemických vědách bzw. The J. Heyrovský Honorary Medal for Merits in the Chemical Sciences) ist ein von der Akademie der Wissenschaften der Tschechischen Republik bzw. bis zu ihrer Auflösung 1992 von der Tschechoslowakischen Akademie der Wissenschaften vergebener Preis für Verdienste in der Chemie. Sie ist benannt nach dem tschechischen Nobelpreisträger von 1959, Jaroslav Heyrovský.

## Preisträger (unvollständig)
- Viktor Gutmann[1]
- 1982: Choh Hao Li[2][3]
- 1988: Horst Kleinkauf[4]
- 1990: Bertel Kastening[5]
- 1991: Jan Peter Toennies[6]
- 1994: Josef Michl[7]
- 1995: Karel Ulbert, Jürgen Fabian, Achim Mehlhorn
- 1996: Akinori Suzuki, Hans Bock, Jerrold Meinwald, Siegfried Hünig, Shulamith Schlick, Jiří Volke
- 1997: R. Stephen Berry, Edwin Haselbach, Kamil Klier, Saburo Nagakura, Alan Roy Katritzky, Vladimír Ponec
- 1998: Jaroslav Šesták, Jan Fajkoš
- 1999: Stanislav Heřmánek, Arnošt Reiser, Pavel Kratochvíl, Fred McLafferty
- 2000: Karel Dušek, Vladimír Mareček, Mitsugi Senda
- 2001: Joachim Thiem, Jan Vrkoč, Ivan Hubač, Miroslav Urban
- 2003: Wyn Brown, Jaromír Horák, Jindřich Kopeček, René Lafont
- 2004: Tilmann Märk, Jiří Závada
- 2007: Drahoslav Lím
- 2008: Rudolf Polák, Alexander Wlodawer
- 2009: Blanka Wichterlová
- 2010: Barry L. Karger
- 2012: Miloš Marek
- 2013: Nobuyoshi Koga, Rudolf Zahradník
- 2014: Karel Ulbrich
- 2015: Jiří Janata, Takashi Kakiuchi, Miloš V. Novotný, Pavel Jungwirth
- 2016: František Kaštánek, Emil Paleček, Pavel Hobza
- 2017: Joseph Wang
- 2018: Zdeněk Samec
- 2019: Alan Thomas Dinsdale
- 2020: David Smith
- 2022: Jiří Hanika, Antonín Vlček
- 2024: Petr Štěpánek, Kohji Maeda, Ivo Šafařík